# Terreur en Oklahoma
Pour plus de détails, voir Fiche technique et Distribution.
Terreur en Oklahoma est un court-métrage français réalisé par Paul Paviot et André Heinrich, sorti en 1951.

## Synopsis
Parodie des westerns américains, avec la classique attaque de diligence, le cactus derrière lequel se cache le grand chef indien, le désert de la soif, la fièvre de l'or, l'inévitable bagarre dans le saloon.

## Fiche technique
- Titre : Terreur en Oklahoma
- Réalisation : André Heinrich et Paul Paviot
- Production : Paul Paviot
- Scénario : Louis Sapin
- Scénario : Albert Vidalie
- Photographie : André Bac
- Format : Noir et blanc
- Genre : Comédie, western
- Durée : 22 minutes
- Date de sortie : 1951
- Affiche : Roger Cartier (France)

## Distribution
- Michel Piccoli
- Jacques Hilling
- Jean Bellanger
- Edmond Tamiz
- René Raymond
- Pierre Latour
- Huguette Faget
- Jean Gautrat
- Sylvie Pelayo

## Autour du film
Paul Paviot est l'auteur de 4 courts métrages parodiant les films hollywoodiens dont Terreur en Oklahoma  qu'il cosigne avec André Heinrich. Au générique, il ne figure que comme responsable du découpage technique et comme assistant réalisateur.